# Admontia duospinosa
Admontia duospinosa là một loài ruồi trong họ Tachinidae.